# EGSY8p7
EGSY8p7（全稱EGSY-2008532660）是一個遙遠星系，光譜紅移值z = 8.68（測光紅移的值為 8.57），相當於距離地球132億光年，代表它是138億年前大爆炸後5.7億年的星系。

## 概要
2015年7月，天文學家宣布EGSY8p7是發現時最古老，並且是經證實距離地球最遙遠的天體，打破了2015年5月宣布的EGS-zs8-1紀錄。
EGSY8p7 的光在到達地球前看似受到重力透鏡的影響，使該星系影像放大為原本的2倍。如果未經重力透鏡放大，天文學家就無法以現今技術觀測到。EGSY8p7與地球之間的距離是透過量測該星系的萊曼α發射線紅移的值確認。因此EGSY8p7是已知觀測氫原子萊曼α發射線的天體中最遠的。
天文學家相當驚訝能在這樣的距離觀測到 EGSY8p7，因為根據標準宇宙模型，早期宇宙充滿了中性氫原子雲，這些古老，甚至是距離地球較近的氫原子雲都可能吸收所有發射線。一個可能的解釋也許是早期宇宙再電離 時，中性氫原子雲是成團散布在宇宙中，而不是均勻分布，使EGSY8p7的氫原子萊曼α發射線得以在被中性氫原子雲吸收之前到達地球。

## 其他遙遠天體
- UDFj-39546284 (z=11.9)
- MACS0647-JD (z=10.7)
- UDFy-38135539 (z=8.55)
- EGS-zs8-1 (z=7.73)

## 延伸閱讀
- Zitrin, Adi; Labbe, Ivo; Belli, Sirio; Bouwens, Rychard; Ellis, Richard S.; Roberts-Borsani, Guido; Stark, Daniel P.; Oesch, Pascal A.; Smit, Renske. . The Astrophysical Journal. 9 July 2015, 810 (1) (28 August 2015). Bibcode:2015arXiv150702679Z. arXiv:1507.02679 . doi:10.1088/2041-8205/810/1/L12. L12.

## 外部連結
- . Keck Observatory. 5 August 2015  [2015-09-15]. （原始内容存档于2015-08-15）.

| 前任者： GRB 090423 | 最遙遠天體 2015-2016 | 繼任者： GN-z11 |
| 前任者： EGS-zs8-1  | 最遙遠星系 2015-2016 | 繼任者： GN-z11 |